# Kepler-283
Kepler-283 è una stella nana arancione distante circa 1527 anni luce dalla Terra, visibile nella costellazione del Cigno. Nel 2014, tramite la missione Kepler, sono stati scoperti due pianeti extrasolari in orbita attorno alla stella, di cui uno, Kepler-283 c, situato nella zona abitabile del sistema.

## Nomenclatura e storia

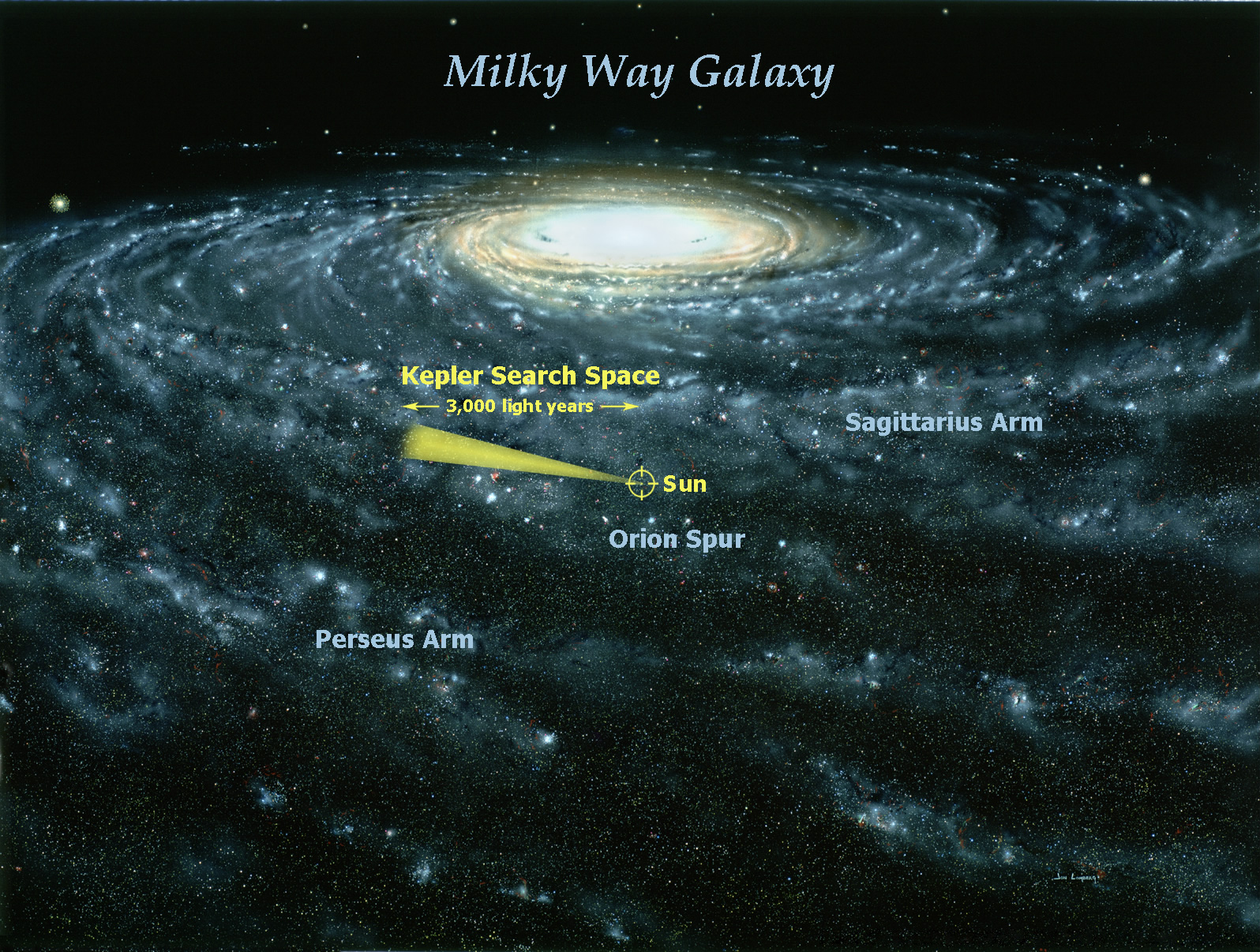
La Via Lattea nel volume di ricerca del telescopio spaziale Kepler.

Prima della sua osservazione da parte del telescopio Kepler, la stella aveva il numero di catalogo 2MASS J19342729+4750204. Nel Kepler Input Catalog, la stella ha ricevuto la designazione di KIC 10604335, e, quando si è scoperto che Kepler-283 era un possibile candidato per avere pianeti in transito, è diventato oggetto di interesse di Kepler, e gli è stato assegnato il nome di KOI-1298, fino a ricevere la denominazione di Kepler-283 quando è stata confermata la presenza di pianeti attorno a essa. Il nome Kepler-283 deriva direttamente dal fatto che è la 283ª stella catalogata scoperta da Kepler ad avere pianeti confermati.

## Caratteristiche
Kepler-283 è una stella di sequenza principale di tipo K (una nana arancione), che presenta circa il 66% della massa e il 61% del raggio del Sole. Ha una temperatura di 4250 K mentre la sua luminosità è circa il 12% di quella solare. La sua età è stata stimata in 3,09+3,91
−1,53 miliardi di anni.

## Sistema planetario
Nel 2014 vennero individuati due pianeti col metodo del transito in base ai dati ricevuti dal telescopio Kepler. Il pianeta più interno orbita in 11 giorni a una distanza dalla stella di 0,082 UA. Il suo raggio è superiore al doppio di quello terrestre e non è chiaro se si tratti di un pianeta roccioso del tipo super Terra o di un mininettuno senza superficie solida, in quanto studi degli anni 2010 suggeriscono che solo i pianeti con un raggio fino a 1,6 volte quello terrestre sono certamente di tipo roccioso.
Kepler-283 c, il secondo e più esterno dei pianeti è situato nella zona abitabile della stella madre, a circa 0,34 UA di distanza e orbita in un periodo di 92 giorni. Le sue dimensioni sono leggermente minori del pianeta più interno, con un raggio stimato da 1,82 a 2,69 volte quello della Terra, a seconda delle fonti prese in considerazione.
Entrambi i pianeti si trovano al di fuori della zona dove le forze mareali bloccherebbero il pianeta in rotazione sincrona, e possono quindi avere l'alternanza tra il giorno e la notte su tutta la sua superficie, al contrario dei pianeti scoperti nelle zone abitabili delle più piccole nane rosse. A differenza del secondo pianeta, la cui temperatura di equilibrio è stata stimata in 280 K, il pianeta più interno è troppo vicino alla stella e quindi troppo caldo per essere potenzialmente abitabile.
Sotto, un prospetto del sistema planetario di Kepler-283:
| Pianeta      | Massa | Raggio       | Periodo orb.   | Sem. maggiore | Scoperta |
| ------------ | ----- | ------------ | -------------- | ------------- | -------- |
| Kepler-283 b | —     | 2,13±0,26 r⊕ | 11,008 giorni  | 0,082 UA      | 2014     |
| Kepler-283 c | —     | 1,82±0,12 r⊕ | 92,7437 giorni | 0,341 UA      | 2014     |